# Rumpelstiltskin (film 1995)
Rumpelstiltskin è un film horror del 1995, diretto da Mark Jones, con Max Grodénchik e Kim Johnston Ulrich.
Il film è liberamente ispirato alla favola dei fratelli Grimm Tremotino (Rumpelstiltskin in lingua originale). Il film risulta inedito in Italia.

## Trama
Nel XV secolo, Rumpelstiltskin (personaggio conosciuto in Italia col nome di Tremotino) venne imprigionato da una folla inferocita dentro un piccolo magico menhir dopo che il suo nome venne pronunciato tre volte. Nella Los Angeles del presente, Shelly Stewart, una bellissima donna rimasta vedova e con un figlio appena nato, compra nel negozio di una strega la suddetta pietra e, esprimendo il desiderio di rivedere il marito, libera la bestia, la quale pretende il possesso del bambino, in cambio del desiderio esaudito. Shelly ha tre notti per indovinare il nome del mostriciattolo e salvare il suo bambino.